# Armin Shah
Armin Shah (Vlissingen, 1 februari 1996) is een Nederlands presentator en creatief directeur. Hij verwierf bekendheid door zijn bijdragen aan verschillende media- en entertainmentprojecten gerelateerd aan hiphop en voetbal, waaronder CONVO en Kick 't met.

## Biografie
Armin Shah werd geboren in Vlissingen, waar zijn ouders in een asielzoekerscentrum verbleven na hun vlucht uit Iran. Later verhuisde het gezin naar Schiedam en vervolgens naar Vlaardingen. Ondanks de wens van zijn ouders dat hij tandarts zou worden, ontdekte Shah al vroeg een passie voor de mediawereld.

## Carrière
Armin Shah begon zijn carrière met een stage bij het Nederlandse hiphopplatform Ballinnn. Bij Ballinnn ontwikkelde hij vaardigheden op het gebied van interviewen, maar raakte hij gefrustreerd doordat de lange interviews die hij afnam met rappers vaak moesten worden ingekort tot korte artikelen. Dit bracht hem op het idee om volledige gesprekken online te publiceren, wat de basis legde voor zijn verdere carrière in de media.
Een belangrijk moment in zijn loopbaan was een ontmoeting met Hussein Suleiman van het kledingmerk Daily Paper. Via Suleiman kwam Shah in contact met Red Bull, dat op dat moment een nieuwe studio opende en op zoek was naar jonge, creatieve makers.

### CONVO
In 2017 leidde deze connectie tot de oprichting van de hiphoppodcast CONVO, die Shah samen presenteerde met Défano Holwijn en Yuki Christus. In deze podcast werden uiteenlopende onderwerpen binnen de hiphopcultuur besproken, variërend van muziek tot sociale kwesties. CONVO groeide uit tot een bekende podcast binnen de Nederlandse hiphopscene en ontving in 2019 wint CONVO de AD Journalistieke Aanmoedigingsprijs.

### Media
Naast zijn werk bij CONVO heeft Shah verschillende andere functies vervuld binnen de media-industrie. Hij was onder meer in 2017 betrokken bij de redactie van FOX Sports en was hij vanaf september 2018 werkzaam als brand manager bij Warner Music Group. Shah speelde vanaf 2021 ook een belangrijke rol in de lancering en ontwikkeling van Complex NL, de Nederlandse tak van een Amerikaans mediaplatform, waar hij begon als Video Director en snel werd gepromoveerd tot Creative Director. Hij had de taak om het platform in Nederland te introduceren en Amerikaanse formats aan te passen aan de lokale markt. Shah bouwde een team op, ontwikkelde nieuwe formats, en creëerde marketingcampagnes met merken. Uiteindelijk verliet hij Complex NL om zich te richten op nieuwe projecten.

### Ziggo Sport
Shah werd in 2023 presentator van de Ziggo Sport-talkshow Kick 't met, die hij samen met Jefferson Osei, mede-oprichter van het kledingmerk Daily Paper, presenteert. In dit programma interviewt hij bekende voetballers over hun leven, waarbij hij zijn kennis van zowel de hiphop- als voetbalwereld weet te combineren. Vanaf augustus 2024 kreeg hij een grotere rol bij de uitzendingen rondom het Europees voetbal en zal hij op locatie worden ingezet.